# Tokyo Fist
Tokyo Fist è un film del 1995 diretto da Shin'ya Tsukamoto.
Il visionario regista giapponese figura anche come produttore, coautore del soggetto, sceneggiatore, montatore, direttore della fotografia, scenografo nonché interprete.

## Trama
Tsuda, un agente assicurativo, e la sua donna Hizuru, conducono una vita di coppia noiosa e monotona. La loro vita sessuale è piatta, e le loro serate finiscono sempre davanti alla televisione, con Tsuda che si addormenta perché stanco dal troppo lavoro e stressato dall'esistenza condotta in una grigia metropoli. Un giorno Tsuda incontra un suo vecchio compagno di scuola, Kojima, ora boxer professionale che vive in un modestissimo appartamento. Da questo incontro la vita di Tsuda prenderà una piega diversa. Innanzitutto, Kojima cerca di sedurre la sua donna.
Quando Tsuda lo viene a sapere, si dirige verso l'appartamento di Kojima per sistemarlo, ma una volta giunto lì sarà lui a beccarsi un potentissimo pugno in piena faccia. Da allora, Hizuru comincia a provare uno strano fascino per la violenza e per la mortificazione della carne, praticandosi, giorno per giorno, piercing e tatuaggi sul suo splendido corpo. Tsuda si fa sospettoso, intransigente, ed inevitabilmente il loro rapporto va a rotoli, con Hizuru che lo lascia per andare a vivere con Kojima. Per vendicarsi, Tsuda comincerà a tirare di boxe, con l'unico scopo di distruggere Kojima e riprendersi la sua donna.

## Distribuzione
Il film è stato presentato in concorso al Festival internazionale del film di Locarno.

## Riconoscimenti
- 1996 - Festival internazionale del cinema fantastico di Bruxelles
  - Menzione speciale

## Influenze nella cultura di massa
- Dal titolo del film hanno preso ispirazione i Club Dogo per il loro primo album, Mi fist, e ciò è confermato dal fatto che la copertina rappresenta una scena del film.